# Tour Down Under 2024
Die Tour Down Under 2024 war die 24. Austragung des australischen Etappenrennens und fand vom 16. bis zum 21. Januar 2024 im Rahmen von sechs Etappen statt. Die ist Rundfahrt Teil der UCI WorldTour 2024.
Den Gesamtsieg sicherte sich der Brite Stephen Williams (Israel-Premier Tech), der sich neun Sekunden vor Jhonatan Narváez (Ineos Grenadiers) und elf Sekunden vor Isaac Del Toro (UAE Team Emirates) durchsetzte, der mit 20 Jahren bei seinem ersten Rennen der UCI WorldTour die Nachwuchswertung gewann. Die Punktewertung entschied der Australier Sam Welsford (Bora-hansgrohe) für sich, der bei drei der sechs Etappen triumphierte. Die Bergwertung ging an den Australier Luke Burns, während sich das französische Decathlon AG2R La Mondiale Team in der Mannschaftswertung durchsetzte.

## Streckenführung
Insgesamt mussten die Fahrer auf den sechs Etappen 824,6 Kilometer zurücklegen. Primer standen hügelige Etappen auf dem Programm, von denen zwei mit kleinen Bergankünften endeten. Wie bei den vorangegangenen Austragungen fand die Rundfahrt um Adelaide im Bundesstaat South Australia statt. Der Auftakt erfolgte im Barossa Valley, wo Tanunda als Start- und Zielort eines hügeligen Rundkurses diente. Im Anschluss folgten zwei Etappen in den Adelaide Hills, die in Lobethal und Campbelltown zu Ende gingen, ehe ein großteils flacher Anschnitt von Murray Bridge nach Port Elliot führte, das auf der Fleurieu-Halbinsel liegt. Die beiden letzten Etappen waren deutlich profilierter. Am vorletzten Etappentag fand eine Bergankunft am Willunga Hill statt, bevor die Rundfahrt mit einem hügeligen Rundkurs am Mount Lofty zu Ende ging. Mit einer Höhe von rund 700 Metern stellte dieser zugleich die höchste Erhebung des Etappenrennens dar.
| Etappe         | Datum               | Strecke                         | Typ                 | km    |
| -------------- | ------------------- | ------------------------------- | ------------------- | ----- |
| 1              | Di, 16. Januar 2024 | Tanunda – Tanunda               | Mittelgebirgsetappe | 144   |
| 2              | Mi, 17. Januar 2024 | Norwood – Lobethal              | Mittelgebirgsetappe | 141,6 |
| 3              | Do, 18. Januar 2024 | Tea Tree Gully – Campbelltown   | Mittelgebirgsetappe | 145,3 |
| 4              | Fr, 19. Januar 2024 | Murray Bridge – Port Elliot     | Mittelgebirgsetappe | 136,2 |
| 5              | Sa, 20. Januar 2024 | Christies Beach – Willunga Hill | Mittelgebirgsetappe | 129,3 |
| 6              | So, 21. Januar 2024 | Unley – Mount Lofty             | Mittelgebirgsetappe | 128,2 |
| Gesamtdistanz: | Gesamtdistanz:      | Gesamtdistanz:                  | Gesamtdistanz:      | 824,6 |

## Reglement
Im Rahmen der 24. Auflage wurden Trikots für die Gesamtwertung (Orange), Punktwertung (Blau), Bergwertung (Grün mit weißen Punkten) und Nachwuchswertung (Weiß) vergeben.
Die Punktewertung setzte sich aus den Zielankünften und den Zwischensprints zusammen. Pro Etappe (mit Ausnahme des Zeitfahrens) wurden zwei Zwischensprints ausgetragen, die im Kampf um das blaue Trikot von Bedeutung waren. Während den Etappen gab es die Möglichkeit, Zeitbonifikationen zu gewinnen, um sich in der Gesamtwertung zu verbessern. Die Vergabe der Sekunden sowie der Punkte für die Punkte- und Bergwertung wird in der folgenden Tabelle erklärt.
|                 |                | 1. | 2. | 3. | 4. | 5. | 6. | 7. | 8. | 9. | 10. | 11. | 12. | 13. | 14. | 15. | Platz    |
| Punktewertung   | Zielankunft    | 30 | 25 | 22 | 19 | 17 | 15 | 13 | 11 | 9  | 7   | 5   | 4   | 3   | 2   | 1   | Punkte   |
| Punktewertung   | Zwischensprint | 3  | 2  | 1  |    |    |    |    |    |    |     |     |     |     |     |     | Punkte   |
| Bergwertung     | 1. Kategorie   | 10 | 6  | 4  | 2  | 1  |    |    |    |    |     |     |     |     |     |     | Punkte   |
| Bergwertung     | 2. Kategorie   | 7  | 5  | 3  | 1  |    |    |    |    |    |     |     |     |     |     |     | Punkte   |
| Bergwertung     | 4. Kategorie   | 3  | 2  | 1  |    |    |    |    |    |    |     |     |     |     |     |     | Punkte   |
| Bonussekununden | Zielankunft    | 10 | 6  | 4  |    |    |    |    |    |    |     |     |     |     |     |     | Sekunden |
| Bonussekununden | Zwischensprint | 3  | 2  | 1  |    |    |    |    |    |    |     |     |     |     |     |     | Sekunden |

## Teilnehmende Mannschaften und Fahrer
Neben den 18 UCI WorldTeams gingen auch ein UCI ProTeam und eine nationale Auswahl Australiens bei der Rundfahrt an den Start. Für jede Mannschaft waren sieben Fahrer startberechtigt, wobei das Team Groupama-FDJ nur sechs Fahrer entsandte.
In Abwesenheit des Vorjahressiegers Jay Vine galten Simon Yates, Lucas Plapp (beide Jayco AlUla), Julian Alaphilippe (Soudal Quick-Step), Jack Haig (Bahrain Victorious), George Bennett (Israel-Premier Tech), Jhonatan Narváez (Ineos Grenadiers), Milan Vader (Visma-Lease a Bike), Oscar Onley (dsm-firmenich PostNL), Ruben Guerreiro (Movistar) und Michael Storer, der für die australische Nationalmannschaft an den Start ging, als potentielle Gesamtsieger. Mit Isaac Del Toro, António Morgado (beide UAE Team Emirates), Johannes Staune-Mittet (Visma-Lease a Bike) und Archie Ryan (EF Education-EasyPost) gaben zudem gleich mehrere talentierte Nachwuchsfahrer ihr WorldTour-Debüt.
Auf den flacheren Etappen zählten in erster Linie Caleb Ewan (Jayco AlUla), Biniam Girmay (Intermarché-Wanty), Elia Viviani (Ineos Grenadiers), Phil Bauhaus (Bahrain Victorious), Álvaro Hodeg (UAE Team Emirates) und Sam Welsford (Bora-hansgrohe) zu den möglichen Etappensiegern.
| UCI WorldTeams | UCI WorldTeams                  | UCI WorldTeams | UCI WorldTeams        | UCI WorldTeams | UCI WorldTeams            | UCI ProTeams | UCI ProTeams        | Nationalteams | Nationalteams |
| -------------- | ------------------------------- | -------------- | --------------------- | -------------- | ------------------------- | ------------ | ------------------- | ------------- | ------------- |
| ADC            | Alpecin-Deceuninck              | EFE            | EF Education-EasyPost | DFP            | Team dsm-firmenich PostNL | IPT          | Israel-Premier Tech | AUS           | Australien    |
| ARK            | Arkéa-B&B Hotels                | GFC            | Groupama-FDJ          | JAY            | Team Jayco AlUla          |              |                     |               |               |
| AST            | Astana Qazaqstan Team           | IGD            | Ineos Grenadiers      | TVL            | Team Visma-Lease a Bike   |              |                     |               |               |
| TBV            | Bahrain Victorious              | IWA            | Intermarché-Wanty     | UAD            | UAE Team Emirates         |              |                     |               |               |
| BOH            | Bora-Hansgrohe                  | LTK            | Lidl-Trek             |                |                           |              |                     |               |               |
| COF            | Cofidis                         | MOV            | Movistar Team         |                |                           |              |                     |               |               |
| DAT            | Decathlon AG2R La Mondiale Team | SOQ            | Soudal Quick-Step     |                |                           |              |                     |               |               |

## Rennverlauf und Ergebnisse
Die erste Etappe endete in einem Massensprint, den Sam Welsford (Bora-hansgrohe) vor Phil Bauhaus (Bahrain Victorious) und Biniam Girmay (Intermarché-Wanty) gewann. Der Australier schlüpfte zugleich als erster Fahrer ins orange Führungstrikot.
Auf der zweiten Etappe kam es im Finale zu mehreren Attacken. Nach Lucas Plapp (Jayco AlUla), Jhonatan Narváez (Ineos Grenadiers), Quinn Simmons (Lidl-Trek) und Bastien Tronchon (Decathlon AG2R La Mondiale) griff der 20-jährige Mexikaner Isaac Del Toro (UAE Team Emirates) auf dem letzten Kilometer an und rettete sich vor dem herannahenden Feld ins Ziel, in dem sich Corbin Strong und Stephen Williams (beide Israel-Premier Tech) die verbliebenen Podiumsplätze sicherten. Da er bereits beim ersten Zwischensprint eine Bonussekunde geholt hatte, übernahm Isaac Del Toro die Gesamtführung von Sam Welsford und lag nun zwei Sekunden vor Corbin Strong und sieben Sekunden vor Biniam Girmay.
Auf der dritten Etappe sprintete Sam Welsford zu seinem zweiten Etappensieg, wobei er sich diesmal gegenüber Elia Viviani (Ineos Grenadiers) und Daniel McLay (Arkéa-B&B Hotels) durchsetzte. Aufgrund von insgesamt sechs Bonussekunden, die er sich bei den beiden Zwischensprint sicherte, rückte Axel Mariault (Cofidis) mit fünf Sekunden Rückstand auf den dritten Gesamtrang vor. Mit Lucas Plapp verlor einer der Favoriten auf den Gesamtsieg nach einem Sturz rund zehn Minuten.
Die vierte Etappe endete in einem weiteren Massensprint, bei dem Sam Welsford seinen dritten Etappensieg feierte. Hinter dem Australier belegte Biniam Girmay den zweiten Rang und lag somit in der Gesamtwertung nur noch eine Sekunde hinter Isaac Del Toro. Dritter des Sprints wurde der Niederländer Lars Boven (Alpecin-Deceuninck).
Die fünfte Etappe endete mit einer Bergankunft auf dem Willunga Hill, wo sich Oscar Onley (dsm-firmenich PostNL) im Sprint vor Stephen Williams und Jhonatan Narváez durchsetzte. Mit drei Sekunden Rückstand folgten Julian Alaphilippe (Soudal Quick-Step), Bart Lemmen (Visma-Lease a Bike) und Simon Yates (Jayco AlUla), ehe der gesamtführende Isaac Del Toro im Ziel gemeinsam mit Valentin Paret-Peintre (Decathlon AG2R La Mondiale) einen Rückstand von sechs Sekunden aufwies. Stephen Williams, der sich bereits auf der zweiten Etappe Zeitbonifikationen gesichert hatte, übernahm das orange Trikot, wobei er das Gesamtklassement zeitgleich mit dem Etappensieger Oscar Onley anführt. Jhonatan Narváez und Isaac Del Toro liegen vor dem letzten Abschnitt nur fünf Sekunden zurück. Auch Julian Alaphilippe, Bart Lemmen und Simon Yates liegen mit 13 Sekunden Rückstand weiter in Schlagdistanz.
Die sechste und letzte Etappe gewann der gesamtführende Stephen Williams im Sprint vor Jhonathan Narváez und Isaac Del Toro, nachdem sich das Trio im Schlussanstieg gemeinsam mit Bart Lemmen und Laurence Pithie (Groupama-FDJ) absetzen konnte. Stephen Williams fixierte somit seinen Rundfahrtsieg und lag in der Gesamtwertung schlussendlich neun Sekunden vor Jhonathan Narváez und elf Sekunden vor Isaac Del Toro, der die Nachwuchswertung von Oscar Onley übernahm. Sam Welshford fixierte seinen Sieg in der Punktewertung, während Luke Burns die Bergwertung gewann.

### Etappe 1: Tanunda – Tanunda (144km)
Die erste Etappe wurde auf einem 49,3 Kilometer langen Rundkurs im Barossa Valley ausgetragen, der drei Mal absolviert werden musste. Als Start- und Zielort diente Tanunda im Nordwesten von Adelaide. Zu Beginn führte die Strecke auf flachen Straßen über Seppeltsfield, Greenock und Nuriootpa nach Angaston, wo in der ersten und zweiten Runde bei den Kilometern 24,5 und 73,9 ein Zwischensprint ausgefahren wurde. Im Anschluss folgte die Auffahrt auf den Menglers Hill, wo auf einer Höhe von rund 490 Metern eine Bergwertung der 4. Kategorie abgenommen wurde. Der höchste Punkt wurde bei den Kilometermarken 32, 81,3 und 130,7 erreicht, ehe die letzten Kilometer großteils abfallend zurück nach Tanunda führten. Nachdem Finn Fisher-Black (UAE Team Emirates) den ersten Zwischensprint gewann, setzten sich mit Georg Zimmermann (Intermarché-Wanty) und Louis Barré (Arkéa-B&B Hotels) zwei Fahrer vom Hauptfeld ab. Während der Deutsche den zweiten Zwischensprint für sich entschied, gewann Barré die ersten beiden Bergwertungen am Menglers Hill und stand somit als Führender der Sonderwertung fest. Nachdem die beiden Ausreißer noch vor der letzten Runde eingeholt wurden, kam es auf dem Barossa Valley Way zu einem Massensprint.
| Platz | Fahrer           | Nation | Team                  | Zeit                   |
| ----- | ---------------- | ------ | --------------------- | ---------------------- |
| 01.   | Sam Welsford     | AUS    | Bora-hansgrohe        | 3:25:56 h (41,95 km/h) |
| 02.   | Phil Bauhaus     | GER    | Bahrain Victorious    | "                      |
| 03.   | Biniam Girmay    | ERI    | Intermarché-Wanty     | "                      |
| 04.   | Caleb Ewan       | AUS    | Team Jayco AlUla      | "                      |
| 05.   | Jhonatan Narváez | ECU    | Ineos Grenadiers      | "                      |
| 06.   | Max Kanter       | GER    | Astana Qazaqstan Team | "                      |
| 07.   | Danny van Poppel | NED    | Bora-hansgrohe        | "                      |
| 08.   | Corbin Strong    | NZL    | Israel-Premier Tech   | "                      |
| 09.   | Madis Mihkels    | EST    | Intermarché-Wanty     | "                      |
| 10.   | Mathias Vacek    | CZE    | Lidl-Trek             | "                      |

| Platz | Fahrer            | Nation | Team                  | Zeit       |
| ----- | ----------------- | ------ | --------------------- | ---------- |
| 01.   | Sam Welsford      | AUS    | Bora-hansgrohe        | 3:25:46 h  |
| 02.   | Phil Bauhaus      | GER    | Bahrain Victorious    | + 0:04 min |
| 03.   | Biniam Girmay     | ERI    | Intermarché-Wanty     | + 0:06 min |
| 04.   | Corbin Strong     | NZL    | Israel-Premier Tech   | + 0:07 min |
| 05.   | Georg Zimmermann  | GER    | Intermarché-Wanty     | "          |
| 06.   | Finn Fisher-Black | NZL    | UAE Team Emirates     | "          |
| 07.   | Louis Barré       | FRA    | Arkéa-B&B Hotels      | + 0:08 min |
| 08.   | Jhonatan Narváez  | ECU    | Ineos Grenadiers      | + 0:09 min |
| 09.   | Caleb Ewan        | AUS    | Team Jayco AlUla      | + 0:10 min |
| 10.   | Max Kanter        | GER    | Astana Qazaqstan Team | "          |

### Etappe 2: Norwood – Lobethal (141,6km)
Die zweite Etappe startete in Norwood und führte bereits auf den ersten Kilometern in die Adelaide Hills. In diesem Streckenabschnitt setzten sich mit Jardi Christiaan van der Lee (EF Education-EasyPost) und Luke Burns (australische Nationalmannschaft) zwei Fahrer vom Hauptfeld ab. Nach 9,9 Kilometern wurde in Ashton eine Bergwertung der 2. Kategorie abgenommen, die Christiaan van der Lee als Erster erreichte. Über Summertown, Uraidla, Carey Gully und Balhannah führte die Strecke nun nach Woodside, wo bei Kilometer 30,7 der erste Zwischensprint ausgefahren wurde. In der Ausreißergruppe setzte sich erneut der Niederländer durch, ehe Isaac Del Toro (UAE Team Emirates) als Dritter eine Bonussekunde holte. Kurz darauf passierten die Fahrer in Lobethal zum ersten Mal den Zielstrich und gelangten auf einen 34,9 Kilometer langen Rundkurs, der dreimal absolviert werden musste. Dieser führte über Gumeracha und Cudlee Creek zum Fox Creek Climb, der auf einer Länge von rund einem Kilometer eine durchschnittliche Steigung von 8,8 % aufwies. Bei der ersten und zweiten Überfahrt, die nach 63,5 bzw. 98,4 Kilometern erfolgten, wurden Bergwertungen der 2. Kategorie abgenommen. Luke Burns sicherte sich beide Male die höchste Punktzahl und übernahm somit das Bergtrikot. Bei der zweiten Zieldurchfahrt, nach 71,7 Kilometern, wurde ein weiterer Zwischensprint ausgefahren, den Christiaan van der Lee gewann, während sich Caleb Ewan (Jayco AlUla) im Hauptfeld durchsetzte. Nachdem die Ausreißer eingeholt waren, griff Lucas Plapp (Jayco AlUla) im Anstieg der letzten Runde an, konnte sich gemeinsam mit Jhonatan Narváez (Ineos Grenadiers) jedoch nur kurzfristig vom Peloton absetzen. Im Anschluss an eine kurze Abfahrt nutzten Quinn Simmons (Lidl-Trek) und Bastien Tronchon (Decathlon AG2R La Mondiale) eine kurze Gegensteigung vor dem Zielort Lobethal, ehe Isaac Del Toro auf dem letzten Kilometer angriff. Der Mexikaner fuhr an den beiden Ausreißern vorbei und gewann die Etappe vor dem herannahenden Feld.
| Platz | Fahrer           | Nation | Team                  | Zeit                   |
| ----- | ---------------- | ------ | --------------------- | ---------------------- |
| 01.   | Isaac Del Toro   | MEX    | UAE Team Emirates     | 3:29:37 h (40,53 km/h) |
| 02.   | Corbin Strong    | NZL    | Israel-Premier Tech   | "                      |
| 03.   | Stephen Williams | GBR    | Israel-Premier Tech   | "                      |
| 04.   | Biniam Girmay    | ERI    | Intermarché-Wanty     | "                      |
| 05.   | Caleb Ewan       | AUS    | Team Jayco AlUla      | "                      |
| 06.   | Lars Boven       | NED    | Alpecin-Deceuninck    | "                      |
| 07.   | Ruben Guerreiro  | POR    | Movistar Team         | "                      |
| 08.   | Danny van Poppel | NED    | Bora-hansgrohe        | "                      |
| 09.   | Max Kanter       | GER    | Astana Qazaqstan Team | "                      |
| 10.   | Laurence Pithie  | NZL    | Groupama-FDJ          | "                      |

| Platz | Fahrer            | Nation | Team                | Zeit       |
| ----- | ----------------- | ------ | ------------------- | ---------- |
| 01.   | Isaac Del Toro    | MEX    | UAE Team Emirates   | 6:55:22 h  |
| 02.   | Corbin Strong     | NZL    | Israel-Premier Tech | + 0:02 min |
| 03.   | Biniam Girmay     | ERI    | Intermarché-Wanty   | + 0:07 min |
| 04.   | Stephen Williams  | GBR    | Israel-Premier Tech | "          |
| 05.   | Georg Zimmermann  | GER    | Intermarché-Wanty   | + 0:08 min |
| 06.   | Finn Fisher-Black | NZL    | UAE Team Emirates   | "          |
| 07.   | Louis Barré       | FRA    | Arkéa-B&B Hotels    | + 0:09 min |
| 08.   | Caleb Ewan        | AUS    | Team Jayco AlUla    | + 0:10 min |
| 09.   | Jhonatan Narváez  | ECU    | Ineos Grenadiers    | "          |
| 10.   | Danny van Poppel  | NED    | Bora-hansgrohe      | + 0:11 min |

### Etappe 3: Tea Tree Gully – Campbelltown (145,3km)
Die dritte Etappe führte von Tea Tree Gully durch die Adelaide Hills nach Campbelltown. Unmittelbar nach dem Start begann die Straße auf der North East Road zu steigen, ehe bereits nach 2,1 Kilometern mit dem Tea Tree Gully Hill die erste Bergwertung (3. Kategorie) ausgefahren wurde, die sich Luke Burns (australische Nationalmannschaft) sicherte. Auf dem Abschnitt zwischen Upper Hermitage und Humbug Scrub bildete sich auf den weiteren kurzen Anstiegen eine Ausreißergruppe, in der Axel Mariault (Cofidis), Stefan de Bod (EF Education-EasyPost) Luke Burns und Tristan Saunders vertreten waren. Nach 34,6 gefahrenen Kilometern holte Burns auch auf dem Whispering Wall Climb, einer Bergwertung der 4. Kategorie, die meisten Punkte. In Sandy Creek erreichte die Strecke wenig später ihren nördlichsten Punkt, ehe sie bei Lyndoch gen Süden drehte. Weiters wurde hier nach 46,8 Kilometern der erste Zwischensprint ausgefahren. Über Williamstown ging es im Anschluss ins östliche Springton, bevor in Mount Pleasant bei Kilometer 83,6 der zweite Zwischensprint erfolgte. Bei beiden Sprintwertungen setzte sich Axel Mariault durch, der somit in der Gesamtwertung auf den dritten Rang vorrückte. Nachdem die Strecke zunächst zurück nach Williamstown geführt hatte, wurden auf der weiteren Fahrt Richtung Süden die Ortschaften Kersbrook und Cudlee Creek passiert. Die Ausreißer wurden rund 30 Kilometer vor dem Ziel eingeholt, ehe die leicht abschüssige Gorge Road über Castambul zum Zielort Campbelltown führte. In der Abfahrt war Lucas Plapp (Jayco AlUla) in einen Sturz verwickelt und verlor fast 10 Minuten auf das Hauptfeld, indem es zu einem Massensprint kam.
| Platz | Fahrer           | Nation | Team                      | Zeit                   |
| ----- | ---------------- | ------ | ------------------------- | ---------------------- |
| 01.   | Sam Welsford     | AUS    | Bora-hansgrohe            | 3:20:42 h (43,43 km/h) |
| 02.   | Elia Viviani     | ITA    | Ineos Grenadiers          | "                      |
| 03.   | Daniel McLay     | GBR    | Arkéa-B&B Hotels          | "                      |
| 04.   | Laurence Pithie  | NZL    | Groupama-FDJ              | "                      |
| 05.   | Max Kanter       | GER    | Astana Qazaqstan Team     | "                      |
| 06.   | Caleb Ewan       | AUS    | Team Jayco AlUla          | "                      |
| 07.   | Álvaro Hodeg     | COL    | UAE Team Emirates         | "                      |
| 08.   | Biniam Girmay    | ERI    | Intermarché-Wanty         | "                      |
| 09.   | Jhonatan Narváez | ECU    | Ineos Grenadiers          | "                      |
| 10.   | Emīls Liepiņš    | LAT    | Team dsm-firmenich PostNL | "                      |

| Platz | Fahrer            | Nation | Team                  | Zeit       |
| ----- | ----------------- | ------ | --------------------- | ---------- |
| 01.   | Isaac Del Toro    | MEX    | UAE Team Emirates     | 10:16:04 h |
| 02.   | Corbin Strong     | NZL    | Israel-Premier Tech   | + 0:02 min |
| 03.   | Axel Mariault     | FRA    | Cofidis               | + 0:05 min |
| 04.   | Biniam Girmay     | ERI    | Intermarché-Wanty     | + 0:07 min |
| 05.   | Stephen Williams  | GBR    | Israel-Premier Tech   | "          |
| 06.   | Stefan de Bod     | RSA    | EF Education-EasyPost | "          |
| 07.   | Georg Zimmermann  | GER    | Intermarché-Wanty     | + 0:08 min |
| 08.   | Finn Fisher-Black | NZL    | UAE Team Emirates     | "          |
| 09.   | Louis Barré       | FRA    | Arkéa-B&B Hotels      | + 0:09 min |
| 10.   | Caleb Ewan        | AUS    | Team Jayco AlUla      | + 0:10 min |

### Etappe 4: Murray Bridge – Port Elliot (136,2km)
Die vierte Etappe startete in Murray Bridge und führte zu Beginn auf flachen Straßen entlang des Murray River nach Wellington, wo die Fahrer das Ufer des Lake Alexandrina erreichten. Nach 67,2 Kilometern wurde in Langhorne Creek der erste Zwischensprint ausgefahren, bevor kurz darauf in Strathalbyn der zweite Zwischensprint erfolgte. Die Ausreißer Jackson Medway (australische Nationalmannschaft) und Vinicius Rangel (Movistar) sicherten sich jeweils eine Sprintwertung. Nun führte die Strecke auf der Ashbourne Road in die Ausläufer der Adelaide Hills, wo nach 88,3 Kilometern auf dem Gemmell Hill eine Bergwertung der 3. Kategorie abgenommen wurde. Bei dieser holte Vinicius Rangel die meisten Punkte, ehe sich Luke Burns (australische Nationalmannschaft) den verbleibenden Punkt aus dem Hauptfeld sicherte. Über Ashbourne ging es nun nach Currency Creek und Goolwa, von wo aus die Fahrer die letzten rund zehn Kilometer in Küstennähe absolvierten. Nachdem die Ausreißer eingeholt worden waren, kam es auf der leicht ansteigenden Zielgeraden zu einem Massensprint.
| Platz | Fahrer          | Nation | Team                  | Zeit                   |
| ----- | --------------- | ------ | --------------------- | ---------------------- |
| 01.   | Sam Welsford    | AUS    | Bora-hansgrohe        | 2:59:50 h (45,44 km/h) |
| 02.   | Biniam Girmay   | ERI    | Intermarché-Wanty     | "                      |
| 03.   | Lars Boven      | NED    | Alpecin-Deceuninck    | "                      |
| 04.   | Milan Fretin    | BEL    | Cofidis               | "                      |
| 05.   | Laurence Pithie | NZL    | Groupama-FDJ          | "                      |
| 06.   | Gonzalo Serrano | ESP    | Movistar Team         | "                      |
| 07.   | Max Kanter      | GER    | Astana Qazaqstan Team | "                      |
| 08.   | Antoine Huby    | FRA    | Soudal Quick-Step     | "                      |
| 09.   | Phil Bauhaus    | GER    | Bahrain Victorious    | "                      |
| 10.   | Simon Clarke    | AUS    | Israel-Premier Tech   | "                      |

| Platz | Fahrer            | Nation | Team                  | Zeit       |
| ----- | ----------------- | ------ | --------------------- | ---------- |
| 01.   | Isaac Del Toro    | MEX    | UAE Team Emirates     | 10:16:04 h |
| 02.   | Biniam Girmay     | ERI    | Intermarché-Wanty     | + 0:01 min |
| 03.   | Corbin Strong     | NZL    | Israel-Premier Tech   | + 0:02 min |
| 04.   | Axel Mariault     | FRA    | Cofidis               | + 0:05 min |
| 05.   | Stephen Williams  | GBR    | Israel-Premier Tech   | + 0:07 min |
| 06.   | Lars Boven        | NED    | Alpecin-Deceuninck    | "          |
| 07.   | Stefan de Bod     | RSA    | EF Education-EasyPost | "          |
| 08.   | Georg Zimmermann  | GER    | Intermarché-Wanty     | + 0:08 min |
| 09.   | Finn Fisher-Black | NZL    | UAE Team Emirates     | "          |
| 10.   | Louis Barré       | FRA    | Arkéa-B&B Hotels      | + 0:09 min |

### Etappe 5: Christies Beach – Willunga Hill (129,3km)
Die fünfte Etappe wurde in Christies Beach gestartet und auf zwei Rundkursen ausgetragen, ehe sie mit einer Bergankunft auf dem Willunga Hill zu Ende ging. Auf den ersten 10 Kilometern, die zum ersten Rundkurs führten, setzten sich mit Casper Pedersen (Soudal Quick-Step), Johan Jacobs (Movistar), Samuele Battistella (Astana Qazaqstan) und Liam Walsh (australisches Nationalteam) vier Fahrer ab. Von McLaren Vale ging es nun nach Willunga, wo bei Kilometer 22 der erste Zwischensprint ausgefahren wurde. Im Anschluss führte die Strecke nach Aldinga Beach und folgte der Küste auf dem Weg Richtung Norden nach Port Willunga. In diesem Streckenabschnitt wurde auf der zweiten Runde beim Snapper Point (Kilometer 80,1) der zweite Zwischensprint ausgefahren. Bei den Sprintwertungen setzten sich mit Liam Walsh und Johan Jacobs zwei unterschiedliche Fahrer durch. Nachdem Willunga zum dritten Mal erreicht worden war, wechselten die Fahrer auf den finalen Rundkurs, der über die Old Willung Hill Road führte. Diese weist auf einer Länge von 2,9 Kilometern eine durchschnittliche Steigung von 7,4 % auf und war als Bergwertung der 1. Kategorie klassifiziert, wobei sich Luke Burns (australisches Nationalteam) bei der ersten Überquerung die meisten Bergpunkte sicherte. Am höchsten Punkt bogen die Fahrer links auf die Brookman Road und wenig später auf die Range Road ab, ehe erst nach rund sieben weiteren Kilometern die Abfahrt über die Pennys Hill Road erfolgte. Im Finale führten die McMurtrie Road und Main Road zurück nach Willunga, ehe die Old Willung Hill Road erneut befahren wurde. Das Ziel befand sich auf der Brookman Road.
| Platz | Fahrer                 | Nation | Team                            | Zeit                   |
| ----- | ---------------------- | ------ | ------------------------------- | ---------------------- |
| 01.   | Oscar Onley            | GBR    | Team dsm-firmenich PostNL       | 2:59:50 h (45,44 km/h) |
| 02.   | Stephen Williams       | GBR    | Israel-Premier Tech             | "                      |
| 03.   | Jhonatan Narváez       | ECU    | Ineos Grenadiers                | "                      |
| 04.   | Julian Alaphilippe     | FRA    | Soudal Quick-Step               | + 0:03 min             |
| 05.   | Bart Lemmen            | NED    | Team Visma-Lease a Bike         | "                      |
| 06.   | Simon Yates            | GBR    | Team Jayco AlUla                | "                      |
| 07.   | Valentin Paret-Peintre | FRA    | Decathlon AG2R La Mondiale Team | + 0:06 min             |
| 08.   | Isaac Del Toro         | MEX    | UAE Team Emirates               | "                      |
| 09.   | Damien Howson          | AUS    | Australien (Nationalmannschaft) | + 0:12 min             |
| 10.   | Finn Fisher-Black      | NZL    | UAE Team Emirates               | + 0:20 min             |

| Platz | Fahrer                 | Nation | Team                            | Zeit       |
| ----- | ---------------------- | ------ | ------------------------------- | ---------- |
| 01.   | Stephen Williams       | GBR    | Israel-Premier Tech             | 16:08:18 h |
| 02.   | Oscar Onley            | GBR    | Team dsm-firmenich PostNL       | "          |
| 03.   | Jhonatan Narváez       | ECU    | Ineos Grenadiers                | + 0:05 min |
| 04.   | Isaac Del Toro         | MEX    | UAE Team Emirates               | "          |
| 05.   | Julian Alaphilippe     | FRA    | Soudal Quick-Step               | + 0:13 min |
| 06.   | Bart Lemmen            | NED    | Team Visma-Lease a Bike         | "          |
| 07.   | Simon Yates            | GBR    | Team Jayco AlUla                | "          |
| 08.   | Valentin Paret-Peintre | FRA    | Decathlon AG2R La Mondiale Team | + 0:16 min |
| 09.   | Damien Howson          | AUS    | Australien (Nationalmannschaft) | + 0:22 min |
| 10.   | Axel Mariault          | FRA    | Cofidis                         | + 0:24 min |

### Etappe 6: Unley – Mount Lofty (128,2km)
Die sechste und letzte Etappe wurde in Unley gestartet und ging auf dem Mount Lofty zu Ende. Nachdem das Rennen freigegeben worden war, führte die Strecke auf den Windy Point, der als Bergwertung der 1. Kategorie klassifiziert war. Chris Harper (Jayco AlUla) holte in der hektischen Startphase die meisten Punkte. Auf der weiteren Fahrt Richtung Süden bildete sich schließlich die Ausreißergruppe, in der mit Stefan de Bod (EF Education-EasyPost), Simon Geschke (Cofidis), António Morgado (UAE Team Emirates), Franck Bonnamour (Decathlon AG2R La Mondiale), Gil Gelders (Soudal Quick-Step), Jacopo Mosca (Lidl-Trek) und Maurice Ballerstedt (Alpecin-Deceuninck) sieben Fahrer vertreten waren. Nachdem Blackwood passiert worden war, begann die Straße auf der B29 bei Chandlers Hill erneut zu steigen. Im Anschluss drehten die Fahrer über Clarendon, Kangarilla, Meadows und Echunga in Richtung Norden, bevor in Mylor bei Kilometer 56,1 der erste Zwischensprint erfolgte. Diesen gewann Maurice Ballerstedt. Kurz darauf wurde in Aldgate der abschließende 28,7 Kilometer lange Rundkurs erreicht, der dreimal absolviert werden musste. Die erste Zieldurchfahrt am Mount Lofty erfolgte nach 69,5 Kilometern. Hier wurde auf den ersten beiden Runden eine Bergwertung der 1. Kategorie abgenommen, wobei sich beide Male der Belgier Gil Gelders aus der Ausreißergruppe durchsetzte. Danach ging es zunächst bergab nach Summertown, ehe eine kurze Gegensteigung nach Uraidla folgte. Hier wurde in der ersten Runde bei Kilometer 79,9 ein Zwischensprint ausgefahren, den Jacopo Mosca für sich entschied. Im Anschluss ging es über Carey Gully nach Bridgewater, wo die Straße erneut zu steigen begann. Über Aldgate und Stirling führte die Strecke bei leichten Steigungsprozenten nach Crafers, von wo aus die neuerliche Auffahrt auf den Mount Lofty erfolgte. Nachdem die Ausreißergruppe in der letzten Runde eingeholt worden war, griff Isaac Del Toro (UAE Team Emirates) im Hauptfeld stark reduzierten an. Die Ziellinie befand sich neben dem Carminow Castle.
| Platz | Fahrer             | Nation | Team                            | Zeit                   |
| ----- | ------------------ | ------ | ------------------------------- | ---------------------- |
| 01.   | Stephen Williams   | GBR    | Israel-Premier Tech             | 3:05:26 h (41,48 km/h) |
| 02.   | Jhonatan Narváez   | ECU    | Ineos Grenadiers                | "                      |
| 03.   | Isaac Del Toro     | MEX    | UAE Team Emirates               | "                      |
| 04.   | Bart Lemmen        | NED    | Team Visma-Lease a Bike         | "                      |
| 05.   | Laurence Pithie    | NZL    | Groupama-FDJ                    | + 0:03 min             |
| 06.   | Julian Alaphilippe | FRA    | Soudal Quick-Step               | + 0:10 min             |
| 07.   | Damien Howson      | AUS    | Australien (Nationalmannschaft) | "                      |
| 08.   | Christian Scaroni  | ITA    | Astana Qazaqstan Team           | "                      |
| 09.   | Bauke Mollema      | NED    | Lidl-Trek                       | "                      |
| 10.   | Lars Boven         | NED    | Alpecin-Deceuninck              | "                      |

| Platz | Fahrer                 | Nation | Team                            | Zeit       |
| ----- | ---------------------- | ------ | ------------------------------- | ---------- |
| 01.   | Stephen Williams       | GBR    | Israel-Premier Tech             | 19:13:34 h |
| 02.   | Jhonatan Narváez       | ECU    | Ineos Grenadiers                | + 0:09 min |
| 03.   | Isaac Del Toro         | MEX    | UAE Team Emirates               | + 0:11 min |
| 04.   | Oscar Onley            | GBR    | Team dsm-firmenich PostNL       | + 0:20 min |
| 05.   | Bart Lemmen            | NED    | Team Visma-Lease a Bike         | + 0:23 min |
| 06.   | Julian Alaphilippe     | FRA    | Soudal Quick-Step               | + 0:33 min |
| 07.   | Simon Yates            | GBR    | Team Jayco AlUla                | "          |
| 08.   | Valentin Paret-Peintre | FRA    | Decathlon AG2R La Mondiale Team | + 0:36 min |
| 09.   | Damien Howson          | AUS    | Australien (Nationalmannschaft) | + 0:42 min |
| 10.   | Jack Haig              | AUS    | Bahrain Victorious              | + 0:50 min |

## Vergabe der UCI-Punkte
Die Tour Down Under war Teil der UCI WorldTour 2024. Während des Rennens wurden UCI-Punkte vergeben, die sich auf die Platzierung der Fahrer und Mannschaften im UCI-Ranking auswirken. Die Punktevergabe erfolgt nach folgendem Schlüssel:
| Platzierung    | 1.  | 2.  | 3.  | 4.  | 5.  | 6.  | 7.  | 8.  | 9.  | 10. | Anmerkung                               |
| -------------- | --- | --- | --- | --- | --- | --- | --- | --- | --- | --- | --------------------------------------- |
| Gesamtwertung  | 500 | 400 | 325 | 275 | 225 | 175 | 150 | 125 | 100 | 85  | gestaffelt bis zum 60. Platz (3 Punkte) |
| Punktewertung  | 10  | —   | —   | —   | —   | —   | —   | —   | —   | —   |                                         |
| Bergwertung    | 10  | —   | —   | —   | —   | —   | —   | —   | —   | —   |                                         |
| Etappenwertung | 60  | 40  | 30  | 25  | 20  | 15  | 10  | 8   | 5   | 2   |                                         |
| Führung        | 10  | —   | —   | —   | —   | —   | —   | —   | —   | —   | Gesamtführender nach jeder Etappe       |

## Wertungen im Verlauf
| Etappe         | Etappensieger    | Gesamtwertung    | Punktewertung | Bergwertung | Nachwuchswertung | Teamwertung                     |
| -------------- | ---------------- | ---------------- | ------------- | ----------- | ---------------- | ------------------------------- |
| 1              | Sam Welsford     | Sam Welsford     | Sam Welsford  | Louis Barré | Madis Mihkels    | Intermarché-Wanty               |
| 2              | Isaac Del Toro   | Isaac Del Toro   | Biniam Girmay | Luke Burns  | Isaac Del Toro   | Intermarché-Wanty               |
| 3              | Sam Welsford     | Isaac Del Toro   | Sam Welsford  | Luke Burns  | Isaac Del Toro   | Intermarché-Wanty               |
| 4              | Sam Welsford     | Isaac Del Toro   | Sam Welsford  | Luke Burns  | Isaac Del Toro   | Intermarché-Wanty               |
| 5              | Oscar Onley      | Stephen Williams | Sam Welsford  | Luke Burns  | Oscar Onley      | UAE Team Emirates               |
| 6              | Stephen Williams | Stephen Williams | Sam Welsford  | Luke Burns  | Isaac Del Toro   | Decathlon AG2R La Mondiale Team |
| Wertungssieger | Wertungssieger   | Stephen Williams | Sam Welsford  | Luke Burns  | Isaac Del Toro   | Decathlon AG2R La Mondiale Team |